# Mistrzostwa Panamerykańskie w Judo 1985
Mistrzostwa panamerykańskie odbywały się w dniu 14-17 lutego 1985 roku w Hawanie. W tabeli medalowej tryumfowali judocy z USA.

## Klasyfikacja medalowa
Gospodarz zawodów został zaznaczony kolorem.
| Miejsce | Państwo           |    |    |    | Razem |
| ------- | ----------------- | -- | -- | -- | ----- |
| 1       | Stany Zjednoczone | 7  | 4  | 2  | 13    |
| 2       | Kuba              | 5  | 3  | 7  | 15    |
| 3       | Brazylia          | 3  | 3  | 4  | 10    |
| 4       | Wenezuela         | 1  | 0  | 1  | 2     |
| 5       | Kanada            | 0  | 4  | 5  | 9     |
| 6       | Meksyk            | 0  | 2  | 3  | 5     |
| 7       | Argentyna         | 0  | 0  | 5  | 5     |
| 8       | Portoryko         | 0  | 0  | 2  | 2     |
| Razem   | Razem             | 16 | 16 | 29 | 61    |

## Medaliści

### Mężczyźni
| Konkurencja: | Złoto:                | Srebro:           | Brąz:                                            |
| −60 kg       | Sergio Almeida        | Mickey Matsumoto  | José Rodríguez Jorge di Noco                     |
| −65 kg       | Ignacio Sayú          | Doug Tono         | Víctor Rivera Neilton Silva                      |
| −71 kg       | Mario Tsutsui         | Federico Vizcarra | Roberto Lagman Luis Dantes                       |
| −78 kg       | Brett Barron          | Carlos Huttich    | Wilfredo Scull Castillo Delmo Fernandes Baptista |
| −86 kg       | José González Rosabal | Thomas Martin     | Louis Jani Óscar Mota                            |
| −95 kg       | Alfredo Fernandez     | Joe Meli          | Isaac Azcuy Fabián Lannutti                      |
| ponad 95 kg  | Frank Moreno          | Frederico Flexa   | Mark Berger Frank Nowland                        |
| −Open        | José Johnson Valle    | Fred Blaney       | Fabián Lannutti Rogerio Cherobim                 |

### Kobiety
| Konkurencja: | Złoto:           | Srebro:           | Brąz:                            |
| −48 kg       | María Villapol   | Darlene Anaya     | Tina Takahashi Maritza Pérez     |
| −52 kg       | Mary Lewis       | Kathy Hubble      | Cecilia Alacán Gabriela Vizcarra |
| −56 kg       | Eve Aronoff      | Iracema Arias     | Michelle des Groseilliers        |
| −61 kg       | Kathleen Dalton  | Cecilia Hernández | Marcela García Telma de Souza    |
| −66 kg       | Christine Penick | Sandra Greaves    | Eva Espinoza Cecilia Caballero   |
| −72 kg       | Tina Stump       | Soraia André      | Nancy Filteau                    |
| ponad 72 kg  | Margaret Castro  | Olga Quesada      | Mara Narancic                    |
| −Open        | Olga Quesada     | Soraia André      | Jean Kanokogi Grisel del Valle   |